# Ndabili Bashingili
Ndabili Bashingili (Semitwe, 28 december 1979) is een Botswaans atleet, die is gespecialiseerd in de marathon. Hij nam tweemaal deel aan de Olympische Spelen, maar behaalde hierbij geen medailles.

## Loopbaan
Op de Olympische Spelen van 2004 in Athene liep Bashingili in een tijd van 2:18.09 naar de 25e plaats. Vier jaar later kon Bashingili zich opnieuw kwalificeren voor de Olympische Spelen. In zijn tweede deelname aan de olympische marathon liep Bashingili naar een 56e plaats.

## Persoonlijke records
| Onderdeel      | Prestatie | Datum        | Plaats        |
| -------------- | --------- | ------------ | ------------- |
| halve marathon | 1:04.18   | 5 mei 2002   | Brussel       |
| marathon       | 2:17.43   | 27 juli 2003 | Selebi-Phikwe |

## Palmares

### halve marathon
- 2002: 41e WK – 1:04.18
- 2005: 50e WK  – 1:06.47
- 2009: 72e WK  – 1:06.08
- 2010: 51e WK  – 1:07.28

### marathon
- 2004: 25e OS – 2:18.09
- 2005: 16e marathon van Hongkong - 2:24.15
- 2008: 56e OS – 2:25.11

### veldlopen (lange afstand)
- 2006: 101e WK – 39.31
- 2007: 52e WK – 39.18

### veldlopen (korte afstand)
- 2000: 115e WK – 12.52